# Kraftwerkseinsatzoptimierung

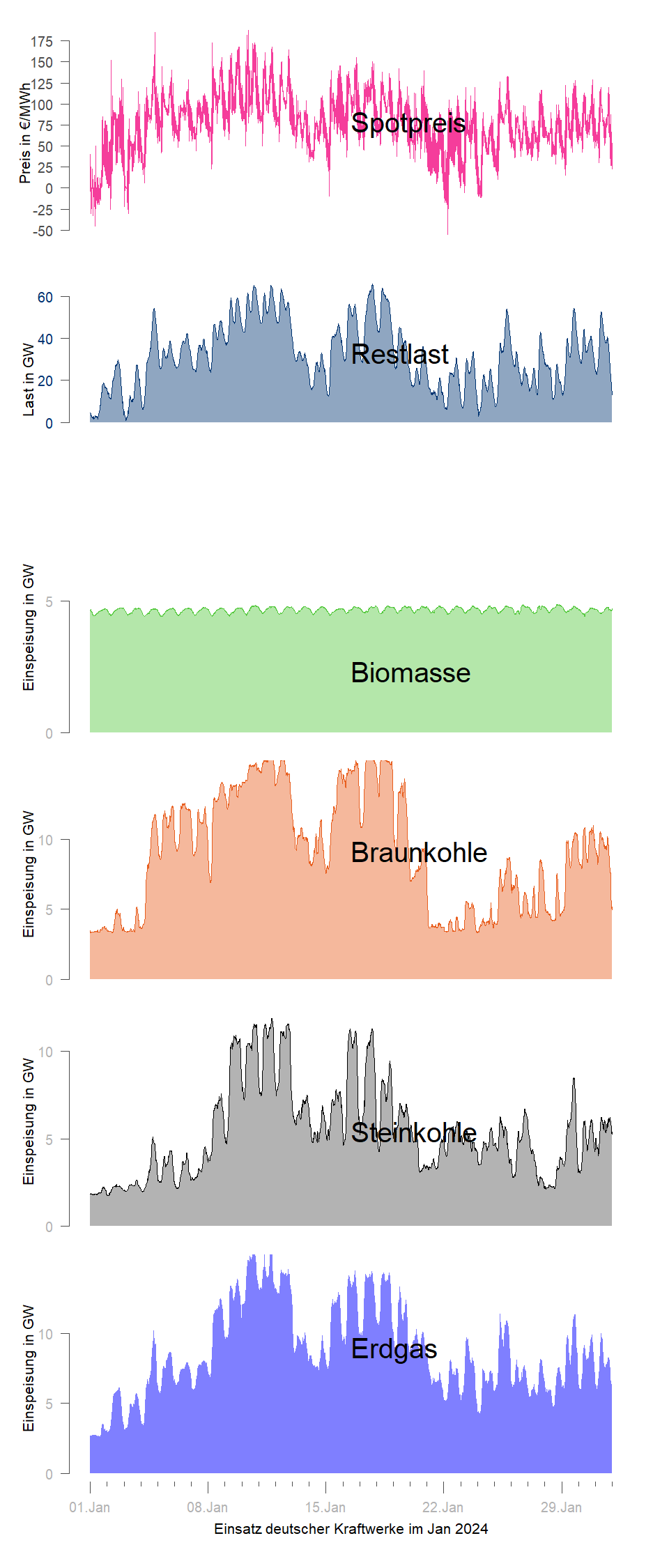
Einsatz deutscher Kraftwerke im Januar 2024, Daten Entso-E Transparenzplattform

Als Kraftwerkseinsatzoptimierung bezeichnet man die Bestimmung der wirtschaftlich optimalen Fahrweise eines Kraftwerks. Restriktionen wie Take-or-Pay-Verträge und Fernwärmeversorgungspflichten können dazu führen, dass das Kraftwerk fahren muss, obwohl hierdurch ein negatives Ergebnis erzielt wird. In diesem Fall bestimmt die Einsatzoptimierung die Fahrweise, die den Verlust minimiert. Im Allgemeinen bestimmt die Einsatzoptimierung den wirtschaftlich vorteilhaftesten Fahrplan, der alle technischen und vertraglichen Restriktionen, die mit dem Kraftwerksbetrieb verbunden sind, erfüllt.

## Einflussgrößen
Einfluss auf das Ergebnis aus dem Kraftwerksbetrieb und damit auf die wirtschaftlich optimale Fahrweise haben eine Vielzahl von Einflussfaktoren, insbesondere:
- die aktuellen Marktpreise für Strom
- die aktuellen Marktpreise für den Brennstoff des Kraftwerks (Gas, Öl, Kohle, Uran)
- die aktuellen Marktpreise für CO2-Zertifikate
- technische Restriktionen an die Fahrweise (Minimallast, maximale An- und Abfahrrampen, Anfahrkosten usw.)
- vertragliche Verpflichtungen z. B. aus Lieferverträgen mit Take-or-Pay-Verpflichtungen
- Fernwärmeversorgungspflichten
- KWK-Zuschläge, Netzleistungspreise und sonstige Kosten und Erlöse, die für den Betrieb Grenzerlöse oder Grenzkosten darstellen

## Technische Durchführung
Bei der Einsatzoptimierung eines Kraftwerks handelt es sich mathematisch um ein Optimierungsproblem mit Nebenbedingungen. Dieses kann sehr komplex werden, insbesondere wenn ein Wärmenetz beteiligt ist. Die Durchführung der Optimierung erfolgt somit typischerweise mit spezieller Software, in der die individuellen Restriktionen des Kraftwerks hinterlegt werden.
Kraftwerke können ihr Ergebnis auf den Termin-, Spot- und Intraday-Märkten und auch auf dem Markt für Regelleistung erzielen. Somit werden Optimierungsrechnungen für ein gegebenes Kraftwerk für alle diese Märkte durchgeführt.
Langfristige Optimierungsrechnungen werden auf Basis von Terminmarktpreisen durchgeführt, um Ergebnisse des Kraftwerks langfristig abzusichern. Für das Kraftwerk können zusätzlich aus der Volatilität des Terminmarkts Ergebnisse erzielt werden, indem geplante Erzeugung vermarktet wird, wenn zu aktuell sichtbaren Preisen auf den Strom- und Brennstoffmärkten vorteilhaft erzeugt werden kann und wieder (billiger) zurückgekauft wird, wenn die aktuellen Marktpreise keine wirtschaftliche Erzeugung mehr zulassen (siehe Realoption Kraftwerk). Hierbei muss auch die Brennstoffposition jeweils mit abgesichert werden.
Der tatsächliche Einsatz des Kraftwerks bestimmt sich aus der kurzfristigen Optimierungsrechnungen auf Basis von Spot- oder Intraday-Preisen kurz vor Lieferung. Nimmt das Kraftwerk am Markt für Regelleistung teil, so bestimmen sich auch hier die Gebote aus einer Optimierungsrechnung.

## Versorgungssicherheit
Die individuelle Einsatzoptimierung sämtlicher Kraftwerke eines Versorgungsgebietes am Markt stellt nicht automatisch sicher, dass die Last des Versorgungsgebietes zu jedem Zeitpunkt gedeckt werden kann. In jeder Stunde oder Viertelstunde sollte zwar der Markt dafür sorgen, dass der Preis so hoch steigt, bis entweder die Last gedeckt ist oder kein weiteres Kraftwerk zur Verfügung steht, das zur Lastdeckung beitragen kann. Über einen längeren Betrachtungszeitraum kann es sich jedoch so darstellen, dass Kraftwerke, die zur Lastdeckung in Spitzenzeiten erforderlich sind, zu wenige Benutzungsstunden erreichen, um die Fixkosten zu decken, die damit verbunden sind, das Kraftwerk betriebsbereit zu halten.
Weiterhin generiert der Energiemarkt nur ein deutschlandweites bzw. nationales Preisniveau. Das sich einstellende Preisniveau garantiert somit nur, dass auf nationaler Ebene gleich viel Strom erzeugt wurde wie benötigt wird, es stellt jedoch nicht unter Berücksichtigung aller kurzfristigen Schwankungen sicher, dass der erzeugte Strom in jedem Fall z. B. von den Windrädern der Nordseeküste in die Verbrauchszentren in Süddeutschland transportiert werden kann. Netzengpässe können dies verhindern.
Um die Versorgungssicherheit zu jedem Zeitpunkt sicherzustellen, wurden einige Mechanismen und Markteingriffe etabliert, andere befinden sich noch in politischer Diskussion. Zu den bereits etablierten Markteingriffen zum Management von Netzengpässen gehört der Redispatch des Übertragungsnetzbetreibers. Weiterhin Gegenstand politischer Diskussion ist der Kapazitätsmarkt bzw. die Kapazitätsreserve zur Sicherstellung der Leistungsreserve für Spitzenlasten.

## Kraftwerksinvestitionen
Da das Kraftwerk seine Ergebnisse durch Vermarktung einer marktoptimalen Fahrweise erzielt, werden entsprechende Optimierungsrechnungen auch im Rahmen von Investitionsentscheidungen erstellt. Da die Amortisation von Kraftwerken über einen sehr langen Zeitraum (bis zu 20 Jahren) erfolgt, müssen auch die entsprechenden Marktpreise für diesen Zeitraum prognostiziert werden. Dies erfolgt oftmals über sogenannte Fundamentalmodelle, die die Wirkung der Einspeisung Erneuerbarer Energien auf die Preise berücksichtigen.

## Vermarktungsstrategien
Mit der Optimierung des Kraftwerkseinsatzes am Terminmarkt wird ein zu gegenwärtigen Preisen optimaler Fahrplan ermittelt. Um das ermittelte Kraftwerksergebnis dann auch zu erzielen, müsste der ermittelte Stromfahrplan ebenso wie die Brennstoffkosten dann auf dem Terminmarkt abgesichert werden. Das heißt, der zu erzeugende Stromfahrplan wird am Strommarkt auf Termin verkauft und im Gegenzug beispielsweise ein für die Erzeugung benötigter Gasbezug auf Termin beschafft (siehe dazu Spark Spread).
Im Allgemeinen erfolgt die Terminmarktabsicherung jedoch nicht in Gänze auf einmal zu einem zufälligen Zeitpunkt. Stattdessen wird beispielsweise die Erzeugungsmenge in mehrere Tranchen zerlegt und mit jedem Optimierungslauf nur eine Tranche abgesichert. Ziel ist es dabei, über den Vermarktungszeitraum einen durchschnittlichen Marktpreis oder Spread zu erzielen. Die kurzfristige Optimierung an Spot- und Intraday-Märkten führt dagegen direkt zu Kauf- und Verkaufsgeschäften.